# Wild Angels
Wild Angels var en engelsk rock and roll revival-grupp som bildades i London sommaren 1967. Originalmedlemmarna var Mal Gray (sång), Mitch Mitchell (basgitarr), John Hawkins (gitarr), Bob O'Connor (trummor) och John Huggett (keyboard). Senare medlemmar är bland andra Pete Addison, Dave Jacobs, Bill Kingston och Rod Cotter och Wild Bob Burgos.

De uppmärksammades först när de agerade kompband åt Gene Vincent, och 1973 turnerade de i Sverige som kompband åt Jerry Williams men då bestod gruppen av Bill Kingston, John Hawkins, Keith Reid och Geoff Britton. I samband med Sverigeturnén så hamnade de på Tio i topps förstaplats med låten "I Fought the Law". 

Jerry Williams följde sedan med gruppen till England och sjöng på ett par av deras singlar, bland annat Tio i topp-hiten "Clap Your Hands and Stamp Your Feet". 1975 återvände Jerry till Sverige och det blev tyst om gruppen ända tills de släppte en singel 1987, som dock floppade.